# Anne Njemanze
Anne Njemanze es una actriz de cine nigeriana.

## Carrera profesional
Debutó en la película Rattle Snake de 1995. Posteriormente, se convirtió en una actriz popular protagonizando películas caseras como Domitilla y Domitilla II.
En 2012, interpretó el papel de 'Inspectora Sankey' en la exitosa serie Tinsel de M-Net.

## Filmografía
| Año  | Película        | Personaje         | Ref.  |
| ---- | --------------- | ----------------- | ----- |
| 1995 | Rattlesnake     | Ella misma        | [ 6 ] |
| 1995 | Rattlesnake 2   | Ella misma        |       |
| 1996 | Domitilla       | Domitilla         |       |
| 1996 | Domitilla II    | Domitilla         |       |
| 1997 | True Confession |                   |       |
| 2004 | Living Abroad   | Ella misma        |       |
| 2004 | Best Lovers     |                   |       |
| 2012 | Tinsel          | Inspectora Sankey |       |
| 2015 | Hope            | Ireti             |       |
| 2016 | Ìrètí           | Ireti             |       |
| 2016 | Colourless      | Mrs. Okai         |       |
| 2018 | The Lost Café   | Madre de Ose      |       |

## Vida privada
Estuvo casada con el también actor Segun Arinze. Tuvieron una hija, Renny Morenike, que nació el 10 de mayo.
En noviembre de 2013, se volvió a casar con Silver Ojieson. Sin embargo, la relación duró poco más de ocho meses y estuvo plagada de episodios de violencia doméstica, abuso y agresión.